# Trilogia della vendetta
La trilogia della vendetta (in inglese Vengeance Trilogy, in coreano 복수 삼부작) è l'insieme di tre film diretti dal regista sudcoreano Park Chan-wook e ispirati al tema della vendetta.

## Trilogia
Le tre pellicole sono Mr. Vendetta (2002), Old Boy (2003) e Lady Vendetta (2005). La trilogia è famosa soprattutto per il film Old Boy, vincitore del Grand Prix Speciale della Giuria al Festival di Cannes 2004.